# Bukanýři
Bukanýři byla ostravská folkbeatová kapela, která vznikla v roce 1969 na základě nápadu dramaturga ostravského rozhlasu Františka Trnky hrát lidové písně v beatovém stylu. Inspirací pro styl a zvuk nové kapely byla polská skupina No To Co. Skupina natočila v rozhlase písničku Že to pivo nevypiju a ta se stala megahitem v celé republice. To odstartovalo několikaletý úspěch skupiny pro vystupování a nahrávání doma i v zahraničí.

## Zakládající členové
- Miroslav Večeřa, kapelník, flétna
- Pavel Klos, klávesy
- Richard Kroczek, housle
- Vlastimil Kučaj, kytara
- František Tůma, baskytara
- Jiří Plachý, bicí
- Jindra Viatrová, zpěv
- Henryk Sumera, zpěv

## Historie
S Bukanýry postupně vystupovaly zpěvačky Hana Buštíková, Marie Hanzelková a Božena Lišková. Také zpěváci Jan Matouš a Zdeněk Mann. Na postu baskytaristy se postupně vystřídali Karel Koláska, Ivan Kožušník, Rudolf Chowaniok a Luboš Konečný. Na bicích Plachého nahradil Jiří Bořuta.
Od poloviny sedmdesátých let začal se skupinou spolupracovat pražský hudebník Jan Spálený, ale většího posluchačského úspěchu už nedosáhli.